# Zhong Sicheng
Pour les articles homonymes, voir Zhong (patronyme).
Pour les articles homonymes, voir Démétrios.
Zhong Sicheng est un écrivain chinois de la dynastie Yuan (1279-1368), mort vers 1360.
Zong Sicheng est l'auteur du premier traité sur le théâtre chinois, le Lu gui bu (Le Registre des spectres (zh)), qui date des environs de 1330. Il y fait un classement des principaux auteurs et de leurs œuvres, avec un commentaire sur leur style. Lui-même dramaturge, aucune de ses pièces ne nous est parvenue,.